# 7112 Гіслейн
7112 Гіслейн (7112 Ghislaine) — астероїд головного поясу, відкритий 3 квітня 1986 року.
Тіссеранів параметр щодо Юпітера — 3,265.